# Roboam
Roboam, Rechabeam (רחבעם, hebr. Rehawam) (zm. ok. 914 p.n.e.) − postać biblijna, król Judy. Syn Salomona i Naamy, z pochodzenia Ammonitki.
Po śmierci Roboama królem Judy został jego syn Abiasz.

## Daty panowania
Jako daty panowania, według różnych źródeł, podaje się lata:
- 931-914 p.n.e.[1]
- 931-913 p.n.e.[2],
- 931/930-914/913 p.n.e.[3],
- 930-914 p.n.e.[4],
- 926-910 p.n.e.[5],
- 922-901 p.n.e.[6]

## Imię
Imię Rehabeam jest pochodzenia hebrajskiego i oznacza naród się rozmnożył, powiększył. W polskiej literaturze przedmiotu najbardziej popularna jest grecka forma tego imienia − Roboam.

## Panowanie

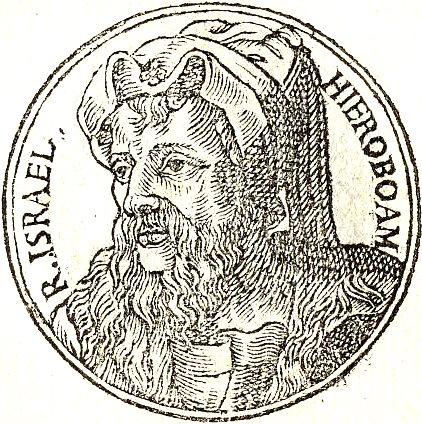
Jereboam I

Był synem Salomona i Naamy, Ammonitki. Po śmierci ojca udał się do Sychem, gdzie miano go ogłosić królem. Tam opozycja na czele z przybyłym z Egiptu Jeroboamem synem Nebata zwróciła się z żądaniem, by zmniejszył ciężary nałożone przez Salomona. Roboam poprosił o trzy dni do namysłu, a następnie pod wpływem swoich młodszych doradców odrzucił żądanie, zapowiadając zwiększenie obciążeń. W efekcie Roboam został uznany królem jedynie przez Judę. Gdy ukamienowano Adonirama, przełożonego przymusowych robotników, wystraszony Roboam uciekł na rydwanie do Jerozolimy. Tymczasem zgromadzenie w Sychem obrało królem Jeroboama. W ten sposób doszło do definitywnego podziału państwa hebrajskiego na Królestwo Północne (Izrael), obejmujące obszar około 24000 kilometrów kwadratowych, i Południowe (Judę), wierne Roboamowi, obejmujące obszar około 8000 kilometrów kwadratowych.
Po powrocie do swojej stolicy Roboam rozpoczął przygotowania do wojny z Izraelem, ale pod wpływem słów Szemajasza, proroka Jahwe, zrezygnował ze zbrojnej rozprawy ze zbuntowanymi plemionami.
Przez pierwsze trzy lata panowania Roboam pozostawał wierny kultowi jahwistycznemu. Odbudował warowne miasta Betlejem, Etam, Tekoę, Bet-Sur, Soko, Adullam, Gat, Mareszę, Zif, Adoraim, Lakisz, Azekę, Soreę, Ajjalon i Hebron. W tym czasie do Judy napłynęła spora fala emigrantów z Królestwa Północnego - byli to głównie lewici, uchodzący po tym, jak Jeroboam wprowadził kult bałwochwalczy.
Później Roboam opowiedział się za kultami pogańskimi. Za jego panowania odrodził się też nierząd sakralny.
W piątym roku panowania Roboama państwo Judy zostało najechane przez faraona, którego źródła biblijne nazywają Sziszakiem (identyfikuje się go zwykle z Szeszonkiem I). W celu uniknięcia zburzenia Jerozolimy przez wojska faraona Roboam przekazał jako okup wszystkie skarby świątynne.
Roboam zerwał też z pokojową polityką względem Królestwa Północnego z okresu początków rządów, prowadząc wojnę z Jeroboamem I.

## Żony i potomstwo
Roboam miał 18 żon i 60 nałożnic. Doczekał się 28 synów i 60 córek. Źródła biblijne wymieniają z imienia trzy żony. Były to:
- Machalat, córka Jerimota, syna Dawida;
- Abihail, córka Eliaba, syna Jessego;
- Maaka, zapewne córka Uriela z Gibea i wnuczka Absaloma.

Z małżeństwa z Abihail pochodzili synowie:
- Jeusz,
- Szemariasz,
- Zaham.

Z małżeństwa z Maaką pochodzili synowie:
- Abiasz,
- Attaj,
- Ziza,
- Szelomit.